# دوکسی (ناحیه کلادنو)
دوکسی (به چکی: Doksy) یک منطقهٔ مسکونی در جمهوری چک است که در شهرستان کلادنو واقع شده‌است. دوکسی ۱٬۶۰۰ نفر جمعیت دارد.